# 極環星系

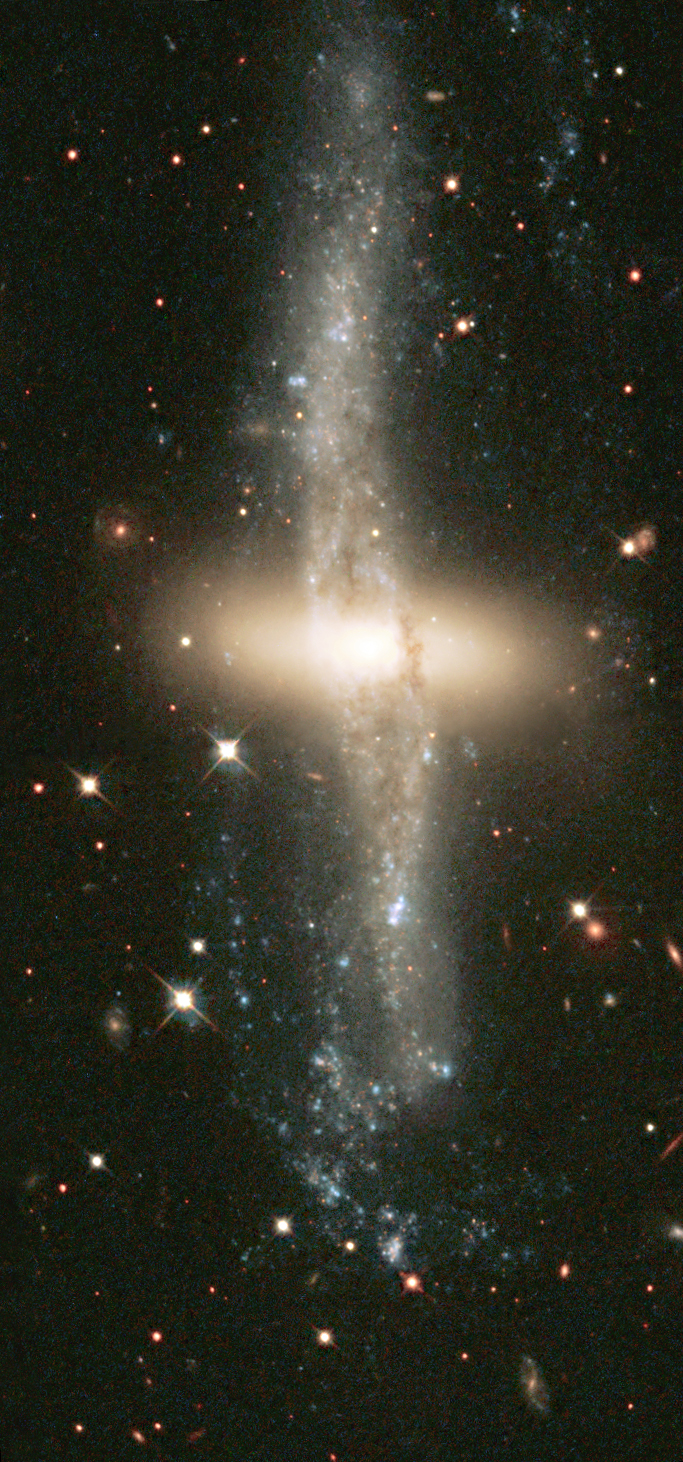
NGC 4650A：極環星系的一個例子。拍摄者：哈伯太空望遠鏡／NASA／ESA。

極環星系是外圍環繞的恆星和氣體越過極區的星系。這些繞過極區的環被認為是兩個星系交互作用之後形成的。一種可能性是潮汐的剝奪導致物質形成環繞極區的環圈，形成我们看見的極環星系；另一種可能是小的星系垂直碰撞大星系的环绕盤面，小星系受到影響成為繞極的圓環結構。 
最早被辨認出來的四個極環星系是NGC 2685、NGC 4650A、A 0136 -0801、和 ESO 415 -G26。，當這些星系被廣泛的研究之後，許多其他的極環星系也被辨認了出來。極環星系在鄰近的透鏡星系中僅佔了0.5%，但是可能有5%的透鏡星系在其一生中曾經歷過極環星系的過程。

## 外部連結
- APOD: May 10, 1999 - Polar Ring Galaxy NGC 4650A （页面存档备份，存于）
- Internet Voters Get Two Galaxies in One from Hubble （页面存档备份，存于）
- X marks the spot in dark matter web - Polar ring galaxies offer first-hand evidence of the existence of the cosmic web, New Scientist, 29 February 2008